# 女性の肖像 (セバスティアーノ・デル・ピオンボ)
『女性の肖像』（じょせいのしょうぞう、伊: Ritratto di donna）は、セバスティアーノ・デル・ピオンボによる1512年の油彩画で、芸術家によって制作年が記されている。現在、フィレンツェのウフィツィ美術館に所蔵されている。

## 概要
1589年の目録は、作品をラファエロとジョルジョーネに誤って帰属させ、ジョルジョーネへの誤った帰属は1784年まで続いた。ウフィツィ美術館の館長、トンマーゾ・プッチーニは1793年にラファエロに帰属させ、ウフィツィ美術館のトリブナに展示されていたが、ヴァザーリが言及した『ラ・フォルナリーナ』を描いたラファエロの肖像画であると主張した。
ミッシリーニは、その主題はヴィットリア・コロンナであると主張し、その下絵をミケランジェロに、絵画をセバスティアーノに帰した。 パサヴァンとガラスは、引き続きラファエロへの帰属を支持したが、モレッリ、 バーナード・ベレンソン、 ヴェントゥーリ 、ルッコなどの最近の研究では、最終的にセバスティアーノ・デル・ピオンボに帰属している。ルッコはまた、ローマのヴェネツィア宮殿の国立美術館にある絵画の署名入りの複製についても言及している。
モデルの女性の顔は、セバスティアーノ・デル・ピオンボがしばしば描いた理想の女性のタイプと一致している。そのため、本作は特定の女性の肖像画ではなく、ヴェネツィア派に一般的な美人画と考えられる。